# Mit Feuer und Schwert (Film)
Mit Feuer und Schwert (DVD-Titel: Kreuzritter 5: Mit Feuer und Schwert) ist ein polnischer Monumentalfilm aus dem Jahr 1999. Die Literaturverfilmung des gleichnamigen historischen Romans von Henryk Sienkiewicz mit dem Originaltitel Ogniem i mieczem als Teil einer Historien-Trilogie hatte am 12. Februar 1999 in den Kinos Premiere. Zu diesem Zeitpunkt war dies der teuerste polnische Film aller Zeiten.

## Handlung
Der Ritter Jan Skrzetuski, ein Abgesandter des Magnaten Jeremi Wiśniowiecki, dem Starost von Hadjatsch und Kaniw nahe dem Dnepr, lernt im Jahr 1648 auf einer Reise die schöne Helena Kurcewiczówna kennen, in die er sich verliebt. Aber Helena ist dem Kosaken Jurko Bohun versprochen. Als der Ataman der Saporoger Kosaken, Bogdan Chmielnicki, einen Aufstand gegen die polnische Szlachta plant, versucht Jan seine Geliebte zu warnen, wird jedoch vom Tatarenherrscher Tuhaj Bej gefangen genommen. Weil Jan einst dem Kosaken Bogdan das Leben rettete, verhilft ihm dieser zur Flucht. Aber der Chmielnicki-Aufstand beginnt, und das kommt dem Kosaken Bogun zugute.

## Hintergrund
Ein Pole und ein Kosake verlieben sich in dieselbe Frau: Ihre Rivalität offenbart den Hintergrund der Geschichte, den von Bohdan Chmielnicki angeführten Kosakenaufstand zur Rückgewinnung der Kontrolle über ihr Land aus der Hand der polnischen Szlachta. Historische Ereignisse formen einen Handlungsrahmen, bei dem sich fiktionale und historische Charaktere vermischen: Der Film vollendet etwas, was bereits vor mehr als 30 Jahren begonnen wurde: die Verfilmung eines der größten Werke der polnischen Literatur, und zwar der Romantrilogie von Sienkiewicz (Jerzy Hoffman verfilmte den dritten Teil 1969 und den zweiten Teil 1974).
Bereits vor 1980 wollte der Regisseur mit dem neuen Monumentalfilm beginnen, 1987 hatte ihm der damalige Kultusminister dafür grünes Licht und einen wesentlichen Geldzuschuss gegeben – aber zwei Jahre später, als in Polen die Solidarność an der Macht war, wurde der Zuschuss wieder gestrichen. Jerzy Hoffman brauchte viel Zeit, um Sponsoren für den Film zu gewinnen und schaffte es, über 100 Schauspieler, etwa 10.000 Komparsen, 250 Pferde, 13 Drehorte und die aufwändigen Bauten und Ausstattung, die den historischen Vorbildern entsprechen, zu finanzieren. 8,5 Millionen US-Dollar kostete der Film. Es ist vor allem die Atmosphäre des Films, die den Besucher in die Kinos lockte: die quasi-altpolnische Sprache, die Kleidung und Ausstattung der Schauspieler, schließlich das Talent der Darsteller. Das internationale Publikum erkannte Izabella Scorupco in der Rolle der Helena, die im Jahr 1995 in Golden Eye mit Pierce Brosnan gespielt hatte.

## Politischer Hintergrund
Zur Stärkung der Herzen – war die Idee der Romantrilogie. Sie entstand, als es infolge der Teilungen keinen polnischen Staat gab. Sienkiewicz erinnerte die Leser an Zeiten, als Polen stark war und sich gegen jeden Feind in Europa zu wehren wusste. Seine Figuren sollten Vorbilder sein: helden- und tugendhaft, adelig, stolz, immer bereit, für den Glauben, für den König, fürs Vaterland oder auch für die Geliebte zu sterben. All die Sehnsüchte und Erinnerungen prägen die Polen angeblich bis heute. Mit Feuer und Schwert, Pan Wołodyjowski und Die Sintflut, eine historische Romantrilogie, waren also eine Art „Stärkung der Herzen“ auch für die Bürger des von Moskau abhängigen Polen. Deshalb war die Verfilmung des ersten Teils Mit Feuer und Schwert, in dem es um den Kampf der Polen gegen die Ukrainer geht, wegen der Spannungen zwischen der Volksrepublik Polen und der Ukrainischen SSR bis weit in die 1980er Jahre nicht möglich, und Jerzy Hoffman begann 1960 zunächst mit der Verfilmung des dritten und letzten Teil (Pan Wołodyjowski). Obwohl Mit Feuer und Schwert der erste Teil der Sienkiewicz-Trilogie ist, wurde er zuletzt verfilmt.
Auch heute spricht der Film viele Polen an, weil das durch innere Konflikte erschütterte Volk gern in seine Vergangenheit zurückschaut, in der die Polen Gewinner waren und ihnen kein „großer Bruder“, egal ob aus Moskau, Brüssel oder Washington, irgendetwas diktieren konnte. Jerzy Hoffman selbst bezeichnete diesen Film als das polnisch-ukrainische Vom Winde verweht.

## Kritiken
Kritisiert wurde der Monumentalfilm wegen mancher Ungenauigkeiten in der Darstellung historischer Tatsachen. Nach Ansicht der polnischen Zeitschrift Wprost betone der Film vor allem den Erfolg der Kosaken und deren positive Charaktereigenschaften und stelle die des Polentums im Dienste der anhaltenden politischen Spannungen zwischen Polen und der Ukraine zurück. So geben die Filmszenen der ersten Schlacht zwischen Polen und Kosaken, der Schlacht bei Schowti Wody, nicht wieder, was wirklich geschah. Sie erwecken den Eindruck, die Polen seien von den Kosaken schnell vertrieben worden und dass die Hussaria unnötiges Draufgängertum im Angesicht ungünstiger Witterung zeigte. Tatsache sei, dass die Zahl der Kosakenreiter bei weitem die der polnischen Hussaria übertraf (besonders nachdem Kosaken, die mit der Hussaria verbündet waren, zu Chmielnickis Streitkräften übergelaufen waren) und die Schlacht drei Wochen lang dauerte, auch wenn ihn die polnische Szlachta verlor. Die polnische Presse kritisierte, dass Jerzy Hoffman die ungenaue Verfilmung des Romans in Kauf nahm, um keinen anti-ukrainischen Film zu drehen. So behauptet z. B. die linke Trybuna, dass der Hauptheld Jan Skrzetuski keinesfalls so bigott sei wie im Roman und der Film nicht der „Stärkung der Herzen“ diene, sondern eher die Richtung „zur Vernunft“ zeige.
Jerzy Hoffman war sich von vornherein bewusst, dass der Film kontrovers diskutiert und kritisiert werden würde: „Sienkiewicz’ historischer Roman wird von einigen Ukrainern noch immer als anti-ukrainisch gesehen. Ich verstehe das Problem, aber als ich auf einer Konferenz Intellektueller in Kiew war, hatten viele Leute, mit denen ich sprach, den Roman genau gelesen und zitierten ganze Passagen, in denen Sienkiewicz die polnische Szlachta genauso hart kritisiert wie die Kosaken. Für beide Seiten war klar, dass das Ergebnis dieses tragischen Konflikts der ereignisreiche Niedergang des polnisch-litauischen Commonwealth sein würde. Ich bin mir sehr bewusst, dass der Film jene Ukrainer erregen kann, die den Polen für alles die Schuld geben, aber auch jene Polen, welche die Schuld dem geben, was alles schlecht an den Ukrainern ist. Mein Film wird natürlich die radikal Gesinnten nicht überzeugen. […] Mein Film endet mit den letzten Worten des Sienkiewicz-Romans: ‚Hass vergiftete die Herzen zweier Brudervölker‘.“
Das Lexikon des internationalen Films bezeichnete Mit Feuer und Schwert als „[e]pisches […] Historiengemälde mit überzeugenden Schauspielern, das die historischen Fakten mit der abenteuerlichen Liebesgeschichte und effektvollen Schlachtenszenen mischt“.